# 장란신 (사격 선수)
장란신(중국어: 姜冉馨, 병음: Jiāng Rǎnxīn, 한자음: 장남형, 2000년 5월 2일~)은 중화인민공화국의 사격 선수로 주 종목은 권총이다. 2020년 하계 올림픽 10m 공기권총 동메달, 10m 공기권총 혼성 단체전 금메달을 획득했다.